# 可通约性 (伦理学)
在伦理学中，若兩種價值觀（或规范、理性、善惡）不具有共同的衡量标准，或无法以进行比较时，它们就是不可通約（或不可比較）的。
关于可通约性有一系列相关的想法，许多哲学家以不同的方式使用这些术语。关于一种常见用法：
- 当两种价值观（例如自由和安全）不能相互“交换”时，它们就是不可通约的：例如，若不能以一定数量的自由来补偿一定的安全损失，则表示二者不可通约，反之亦然。
- 两个选项或选择中，当且仅当无法判断哪个更好时，是不可通约或不可比较的。

本文基本上指第二种现象。为清楚起见，本文使用术语“不可比较”。

## 三分式比较和小改进论证
张美露的三分式比较中的三种结果是：更好、更差和一样好。例如，一位艺术家、一幅画或一杯咖啡可能比另一位艺术家、另一幅画、另一杯咖啡更好或更差，或者一样好。
当两个物品不可比较时，它们之间的三分式比较是不成立的（或者至少看起来是不成立的）。
论证两个选项没有可比性的最清晰方式是小改进论证（small-improvement argument）。
以下例子的目的是表明三分式比较对其不适用。例子如下：假设当教授和当银行家这两种工作（对你而言，考虑了所有因素）中，每个似乎都不比另一个更好。教授工作更自由、有保障，而银行工作赚钱更多、更令人兴奋。我们可能会说，尽管二者在各方面都不错，但差异太大，无法使用三分式来比较。
我们假设，这意味着银行工作并不更好，教授工作也不更好。这似乎排除了三分式比较中的两个结果。
但第三个呢？两种工作是同样好的吗？小改进论证会表明，二者并非一样好。出于论证的目的，我们首先假设二者完全一样好。
此时，假设银行家工作为了吸引你，向你提供小幅加薪，例如每年5美分。这项新的银行工作（称为“银行+”）显然比“银行”好，不过只是好一点。您在理性的情况下一定不会选择“银行”业务却放弃“银行+”，因为这两者在其他方面都是相同的，但后者薪水高一点。
这就是小改进论证的关键：如果银行家工作与教授工作完全一样好，并且“银行+”比“银行”更好，那么“银行+”也一定比“教授”更好。但这似乎非常难以令人信服：如果银行家和教授差异大得甚至说不清哪个更好，那么为何只是在巨额薪水基础上每年加5美分，就导致了不同的结论？
这就表明，先前的假设之一似乎是错误的。认为两者不可比的人会说，最可能是银行家和教授同样好的假设错了。因此他们得出结论：一开始的假设错了，因此三分式比较不适用。

## 不可通约性理论
关于不可通约性或不可比较性，有四种主要的哲学解释，其目的是解释（或回避）这种现象以及小改进论证。一些哲学家对这一现象持多元论的态度：他们认为，某些情况下可能确实存在真实的不可比性，但也有些情况下，比较的二者确实是一样好的。
理解这些理论之间差异的一种方法是看它们如何回应小改进论证。

### 关于不可比性的认识论
一种可能是，这一切都来自一个错误：并不存在真正的不可比性，当三分式比较的三种结果好像都不适用时，实际上其中有一个是适用的，只是我们不知道是哪个。这就是小改进论的错误所在：三分法中，确实有一个结论适用于银行业和哲学的比较。
根据该观点，表面上的不可比性只是无知。该解释的一个优点是，围绕不可比性的各种谜团烟消云散了。在“不可比”的选项之间的选择，只不过是不知道哪个选项更好时的选择。
对这种观点的主要反对意见是，它看起来非常难以置信，原因与关于模糊性的认识论类似。特别是很难想象我们怎么可能对不可比性所牵涉的基本事实一无所知。

### 真实的不可比性
约瑟夫·拉兹（Joseph Raz）认为，在出现不可比性的情况下，就无法进行任何比较。这两种选择都不是更好，也不是同样好。
从这个角度来看，小改进的论点是合理的。
约翰·诺尔特在《不可比较的值》中对真正的不可比性和相关主题提供了正式的逻辑处理（请参阅参考资料）。

### 平等
张美露（Ruth Chang）认为，（至少在某些时候），即使选项不具有三分式可比性，它们仍可能是可比的。她提出这点时，否认了三分式比较是唯一的比较方法。她认为，其实还存在第四种比较结果：“平等”（parity）。卢克·埃尔森（Luke Elson）批评了这一论点，认为看似成立的“平等”选项这一可能性，实际上是三分式比较中的模糊性导致的人为产物。

### 不可比性即模糊性
最后，以约翰·布鲁姆为代表的一批哲学家认为，不可比性就是模糊性（vagueness）。该理论认为适用哪种三分式比较结果是模糊或不确定的。
支持这一立场的论据很复杂，如何理解“作为模糊性的不可比性”取决于一个人的模糊性理论。但该理论背后的主要思想相当简单。多少粒沙堆起来才算沙堆，或掉了多少根头发才算是秃头？如果没有精确的数字，只有粗略的范围，那么其相应的实例就是模糊的。根据一组模糊性理论，需要多少沙或头发是不确定的。也许我们的语言根本就不会指定明确的界限。
在小改进论证中，模糊性观点可能会认为，银行家是否比教授更好或更差，或者完全一样好，是不确定的。
分类学上的一个复杂问题是，将“不可比性就是模糊性”的观点和关于模糊性的认识论，与关于不可比性的认识论区分开来。